# Robert Fripp
Robert Fripp est un guitariste britannique né le 16 mai 1946 à Wimborne Minster. Il est principalement connu en tant que fondateur, en 1969, du groupe rock progressif King Crimson, dont il est le seul membre permanent. Il a également travaillé avec de nombreux autres artistes, parmi lesquels Van der Graaf Generator et Peter Hammill, David Bowie, Blondie, Andy Summers, Brian Eno, Peter Gabriel ou David Sylvian. Robert Fripp a influencé un grand nombre de musiciens et il est considéré comme l'un des pères du rock progressif[réf. souhaitée]. Il est marié avec la chanteuse Toyah Wilcox avec laquelle il a collaboré sur certains de ses albums.
Il est classé 62e meilleur guitariste de tous les temps selon le magazine Rolling Stone.

## Biographie

### Débuts (1946-1968)
Originaire de la région de Bournemouth, dans le Dorset, Robert Fripp commence à jouer de la guitare à l'âge de 11 ans. Il fait ses débuts professionnels au milieu des années 1960, au sein du groupe The League of Gentlemen.
En 1967, il répond à une annonce des frères Giles, Michael (batterie) et Peter (basse), qui recherchent un claviériste chanteur. Bien que Fripp ne corresponde absolument pas à ce profil, les trois hommes forment un groupe simplement appelé Giles, Giles & Fripp. Un album, The Cheerful Insanity of Giles, Giles & Fripp, sort chez Deram en avril 1968. Mêlant diverses influences (folk, music-hall, classique), il ne rencontre pas un grand succès.
Courant 1968, le trio est rejoint par la chanteuse Judy Dyble, ex-Fairport Convention et son petit ami de l'époque, le multi-instrumentiste Ian McDonald. Ils seront rejoint par le parolier Peter Sinfield. Peter Giles se retire, et c'est un ami d'enfance de Fripp, Greg Lake, qui vient prendre sa place. Ian et Judy se séparent et cette dernière quitte le groupe. Le groupe adopte un nouveau nom d'après une composition signée McDonald/Sinfield, In the court of the Crimson King : King Crimson.

### King Crimson (1969-1974)

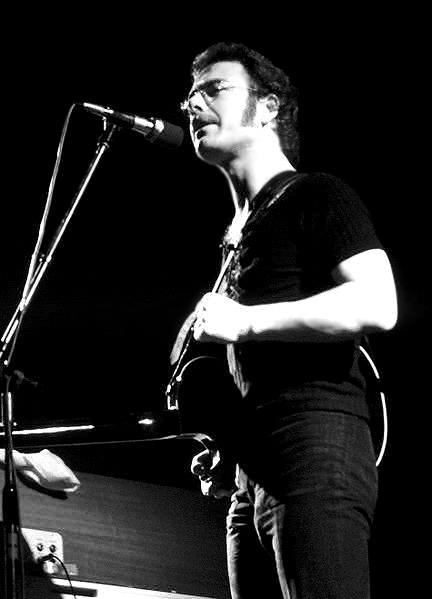
Robert Fripp en 1974.

Le premier album de King Crimson, In the Court of the Crimson King, paraît en octobre 1969. Il rencontre un franc succès, mais le groupe perd Ian McDonald et Michael Giles avant la fin de l'année : les deux hommes souhaitent s'orienter dans une autre direction que celle voulue par Fripp. Lorsque Greg Lake annonce à son tour son départ, la survie du groupe semble si compromise que Fripp se voit proposer de rejoindre Yes, qui vient de perdre son guitariste Peter Banks. Il refuse l'offre.
King Crimson enchaîne les remplaçants jusqu'à la mi-1971, date à laquelle une formation stable semble enfin s'imposer : Fripp et Sinfield, les deux derniers fondateurs du groupe, sont accompagnés de Boz Burrell (basse, chant), Ian Wallace (batterie) et Mel Collins (cuivres et mellotron). Toutefois, des divergences entre Fripp et les nouveaux venus, adeptes d'un mode de vie plus « rock and roll », ne tardent pas à voir le jour. Après la sortie de l'album Islands, Peter Sinfield est renvoyé en décembre 1971, et en avril 1972, Burrell, Wallace et Collins claquent la porte du groupe. Ils forment alors Snape avec le guitariste blues Alexis Korner, 4 albums seront enregistrés par cette formation, Alexis Korner & Snape – The Accidental Band en 1972, Accidentally Born in New Orleans, Live on Tour in Germany et Alexis Korner & Snape, tous parus en 1973.
King Crimson renaît quelques mois plus tard : Fripp engage alors Bill Bruford (ex-batteur de Yes), John Wetton (ex-bassiste de Family), le violoniste David Cross, le percussionniste Jamie Muir ainsi que le parolier Richard Palmer-James, anciennement de Supertramp. À la suite du départ de Jamie Muir après l'album Larks' Tongues in Aspic en 1973, cette formation publie l'album Starless and Bible Black en octobre 1974. Puis avec le départ de David Cross, le groupe est réduit au trio Fripp-Wetton-Bruford en 1974 pour l'album Red, sur lequel toutefois plusieurs anciens de King Crimson viennent donner un coup de main, Ian McDonald et Mel Collins, David Cross, Marc Charig et Robin Miller, puis le groupe est ensuite dissous à la surprise générale par Robert Fripp. Celui-ci croit la fin des civilisations modernes proche et choisit de mettre un terme à l'existence d'un groupe « dinosaure » au profit d'une carrière solo, se définissant comme « une petite unité indépendante, mobile et intelligente ».

### Eno, Frippertronics,Exposure, The League of Gentlemen (1974-1981)

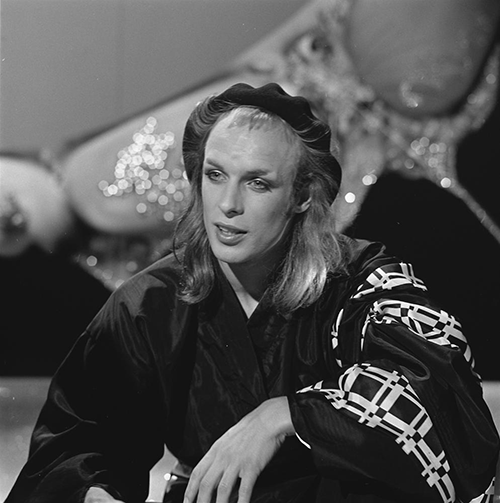
Brian Eno en 1974.

En réalité, Fripp s'est déjà autorisé quelques incursions en dehors de King Crimson, notamment au travers d'un album ambient avec Brian Eno, (No Pussyfooting) (1973). Il a aussi déjà participé comme guitariste invité sur des albums de Van der Graaf Generator H to He, Who Am the Only One (1970) et Pawn Hearts (1971) ainsi que l'album Fool's Mate (1971), du chanteur pianiste guitariste de ce groupe, Peter Hammill. Enfin, il produit des albums pour le groupe de Robert Wyatt Matching Mole (Little Red Record, 1972) et pour le pianiste de jazz Keith Tippett (Septober Energy avec le groupe Centipede, Blueprint et Ovary Lodge, 1971-1973).
(No Pussyfooting) est suivi en 1975 par Evening Star, toujours le fruit du travail du tandem Fripp & Eno. Ces deux albums expérimentaux sont fondés sur un système de bandes passées en boucle élaboré par Eno et employé dans la courte tournée européenne donnée par le duo en avril-mai 1975. Par la suite, Fripp continue à utiliser ce système de « Frippertronics (en) » dans ses albums solo : notamment, il constitue la première face de God Save the Queen / Under Heavy Manners (1980), puis l'intégralité de Let the Power Fall (1981).
En 1975, Fripp se retire provisoirement du monde de la musique pour suivre les cours donnés par l'International Academy for Continuous Education, fondée par John G. Bennett pour étudier l'œuvre ésotérique de Georges Gurdjieff. Par la suite, il décrit la vie dans cette école comme « physiquement douloureuse et mentalement terrifiante », mais juge « précieux » ce qu'il y a appris, et il continue à faire référence à Gurdjieff par la suite.
Fripp revient à la musique en 1976, apparaissant sur les trois premiers albums solo de Peter Gabriel. À la même époque, il entre en contact avec David Bowie via Brian Eno et joue sur l'album "Heroes". Installé à New York, Fripp se rapproche de la scène new wave locale, collaborant avec Blondie (Parallel Lines), Talking Heads (Fear of Music) et The Roches, entre autres. En 1979, il publie son premier « véritable » album solo, Exposure, auquel participent entre autres Eno, Peter Gabriel, Peter Hammill, Phil Collins et Daryl Hall. L'album atteint la 79e place du classement Billboard.
En mars 1980, Robert Fripp forme un nouveau groupe avec l'organiste Barry Andrews (en) (déjà présent lors des sessions d'Exposure), la bassiste Sara Lee et le batteur Johnny Toobad. Il le baptise « The League of Gentlemen », en souvenir de son premier groupe. Cette formation donne 77 concerts en Amérique du Nord et en Europe durant l'année et enregistre un album studio, The League of Gentlemen, qui paraît début 1981. Toujours en 1980, Fripp collabore à nouveau avec David Bowie sur l'album Scary Monsters (and Super Creeps).

### King Crimson reformé (1981-1984)
1981 voit la naissance d'un nouveau groupe baptisé « Discipline ». Fripp retrouve Bill Bruford et engage le guitariste Adrian Belew et le bassiste Tony Levin. Le quatuor reprend rapidement le nom de King Crimson et sort trois albums : Discipline (1981), Beat (1982) et Three of a Perfect Pair (1984). Ce nouveau King Crimson, pétri d'influences minimalistes, new wave et funk, donne son dernier concert le 11 juillet 1984 au Spectrum de Montréal.
Durant cette même période, Fripp enregistre deux albums avec le guitariste du groupe The Police, Andy Summers : I Advance Masked (1982) et Bewitched (1984).

### Guitar Craft, Toyah Willcox, Sylvian/Fripp, Soundscapes (1984-1994)
À partir de 1985, Robert Fripp commence à donner des cours. Les ateliers Guitar Craft s'adressent aux débutants et comprennent des leçons de guitare, mais aussi de développement de soi. Ils utilisent un accordage particulier, le New standard tuning (en), dont Fripp affirme qu'il lui est venu à l'esprit dans un sauna en septembre 1983. Il est basé en partie sur un accordage en quintes, avec une tierce mineure entre les cordes les plus aiguës: do-sol-ré-la-mi-sol (CGDAEG), ce qui offre une plus grande tessiture à l'instrument. Plusieurs albums sont enregistrés par Fripp avec des élèves de Guitar Craft réunis sous le nom « The League of Crafty Guitarists », notamment The League of Crafty Guitarists (1995), pour seize guitaristes jouant chacun une guitare électrique.
En 1986 paraît le premier album enregistré par Fripp avec sa nouvelle épouse, Toyah Willcox : The Lady or the Tiger. Willcox y récite deux nouvelles de Frank R. Stockton sur fond de Frippertronics, avec la participation des Crafty Guitarists. Cinq ans plus tard, Fripp et Wilcox sortent Kneeling at the Shrine sous le nom « Sunday All Over the World », qui comprend également Trey Gunn au Chapman Stick et le batteur Paul Beavis.
Fin 1991, Fripp propose à David Sylvian, pour qui il a joué sur les albums Alchemy: An Index of Possibilities (1985) et Gone to Earth (1986), de le rejoindre dans une nouvelle réunion de King Crimson. Sylvian décline l'offre, mais les deux hommes réalisent néanmoins une tournée ensemble au Japon en 1992. Leur collaboration débouche sur les albums The First Day (1993) et Damage: Live (1994).
En 1992, à la suite de l'effondrement de son label historique E.G., Fripp fonde une structure de production et de distribution de projets musicaux qui gère les intérêts de King Crimson et de nombreux autres musiciens : Discipline Global Mobile.
À partir de 1994, les Frippertronics, dirigés par ordinateur, deviennent les Soundscapes, moins sereins, parfois morbides, comme dans The Gates of Paradise (1997), qui propose un voyage sonore à travers la mort. Fripp publie de nombreux albums de Soundscapes dans les années 1990 et 2000, dont certains ne sont disponibles qu'en téléchargement via le site de Discipline Global Mobile[réf. nécessaire].

### King Crimson reformé (1994...)

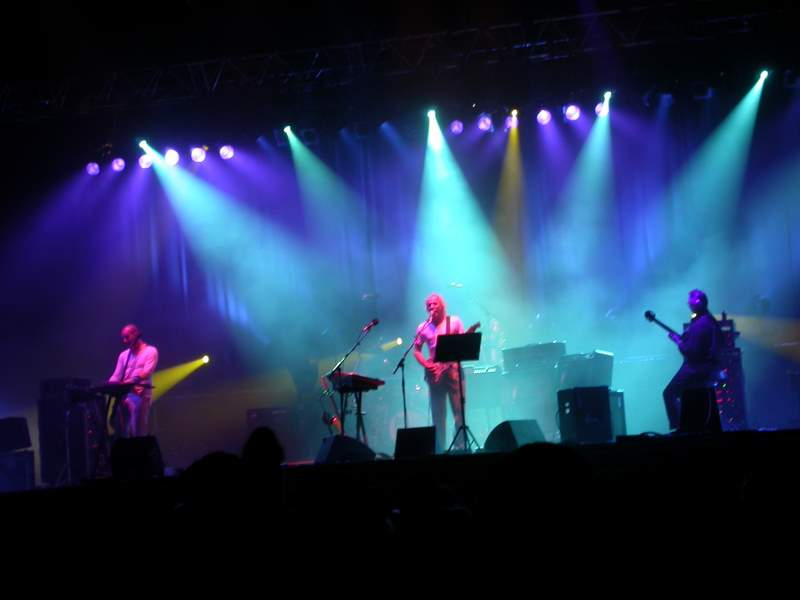
King Crimson en concert en 2003. Robert Fripp est assis, à droite.

King Crimson renaît en 1994 autour du quatuor Fripp-Belew-Levin-Bruford, cette formation de base sera éventuellement rejointe par Trey Gunn à la Warr Guitar et  Pat Mastelotto à la batterie en 1995, ces deux derniers ont déjà joué avec Fripp durant la tournée avec David Sylvian. Ce sera alors la naissance du double trio: le groupe comporte alors deux guitaristes (Fripp et Belew), deux bassistes (Levin et Gunn) et deux batteurs (Bruford et Mastelotto). Un EP VROOOM sort en 1994, suivi de l'album THRAK l'année suivante.
En 1997, King Crimson est « fraKctalisé » : c'est le début des ProjeKcts, formation rassemblant une partie des membres du groupe pour jouer sur scène de manière purement improvisée. Quatre ProjeKcts se produisent entre 1997 et 1999, puis sporadiquement par la suite.
En 2000, un King Crimson réduit à quatre après le départ de Bill Bruford et Tony Levin enregistre the construKction of light, suivi par The Power to Believe en 2003. Gunn quitte le groupe l'année suivante. Levin y reprend sa place, et Gavin Harrison est engagé en 2007 comme second batteur.

### Travaux récents
En 1997, Robert Fripp participe à une série de concerts G3 avec Joe Satriani et Steve Vai aux États-Unis et au Canada[réf. souhaitée].
Dans les années 2000, Robert Fripp collabore avec de nombreux musiciens. Il retrouve Brian Eno pour deux albums, The Equatorial Stars (2004) et Beyond Even (1992-2006) (2007), et enregistre également des albums avec Jeffrey Fayman, compositeur d'Immediate Music, (A Temple in the Clouds, 2000) et Theo Travis (Thread, 2008). Il apparaît comme invité sur des albums de Porcupine Tree (Fear of a Blank Planet, 2007), Jakko Jakszyk (The Bruised Romantic Glee Club, 2007) ou Judy Dyble (Talking with Strangers, 2009).
En février 2009, Fripp recommande l'arrêt de Guitar Craft à l'occasion de son vingt-cinquième anniversaire, le 25 mars 2010.
En 2011, paraît l'album A Scarcity of Miracles, réalisé avec Mel Collins et Jakko Jakszyk et décrit comme « a King Crimson ProjeKct ». Tony Levin et Gavin Harrison participent également à l'enregistrement.
Dans une interview accordée le 3 août 2012 au Financial Times, Robert Fripp annonce sa retraite en tant que musicien, écœuré par l'évolution de l'industrie musicale. Cette retraite est de courte durée, puisque le guitariste annonce en septembre 2013 une nouvelle réunion de King Crimson avec Tony Levin, Pat Mastelotto, Gavin Harrison, Mel Collins, Jakko Jakszyk et Bill Rieflin, qui doit commencer à se produire sur scène en septembre 2014.

## Discographie

### Albums solo
- 1979 : Exposure
- 1981 : God Save the Queen / Under Heavy Manners
- 1981 : Let the Power Fall
- 1985 : God Save the King (réédition de Under Heavy Manners et The League of Gentlemen)
- 1993 : The bridge between
- 1997 : The Gates of Paradise
- 1998 : Lightness: For the Marble Palace
- 2000 : A temple in the clouds
- 2005 : Love Cannot Bear
- 2006 : July 11, 1979 - Radio Interview At WRAS Atlanta - DGMLive.com – DGMLive 1098 - Entrevue à la radio de WRAS Atlanta.
- 2007 : January 1, 1980 - Arny's Shack, Poole, Dorset, United Kingdom : DGMLive.com – DGMLive 1215
- 2007 : Robert Fripp : Unplugged  Intimate Conversations with Robert Boîtier 3 CD.
- 2009 : 5 December 1977 Disengage : DGMLive.com – DGMLive 1666 - Avec John Wetton & Phil Collins. Via le King Crimson Collectors' Club.
- 2010 : 18 July 1985 : DGMLive.com – DGMLive 1697
- 2011 : 18 January 1978 : DGMLive.com – DGMLive 1817
- 2011 : Washington Square Church, New York, NY, July 29, 1981 : DGMLive.com – DGMLive 1811
- 2011 : 16 December 1977 - Avec John Wetton et Narada Michael Walden.
- 2012 : D.G.G Offices, Hamburg, Germany - May 28, 1979 : DGMLive.com – DGMLive 1850
- 2012 : May 17, 1979 - Malmen Club, Stockholm, Sweden : DGMLive.com – DGMLive 1462
- 2012 : Washington Square Church, New York, NY, July 27, 1981 : DGMLive.com – DGMLive 1774 - Disponible uniquement via Discipline Global Mobile.

### Soundscapes
- 1994 : 1999 Soundscapes: Live in Argentina
- 1995 : A Blessing of Tears: 1995 Soundscapes, Vol. 2
- 1996 : Radiophonics: 1995 Soundscapes, Vol. 1
- 1996 : That Which Passes: 1995 Soundscapes, Vol. 3
- 1996 : 1995 Soundscapes Live : Discipline Global Mobile – DGM BOX1 - Coffret 3 CD.
- 1997 : November Suite: Soundscapes - Live at Green Park Station 1996
- 2005 : Love Cannot Bear (Soundscapes - Live In The USA) - Distribué uniquement par Discipline Global Mobile DGM0552
- 2005 : Soundscapes: November 30, 2000 - World Financial Centre, New York, New York - DGMLive.com
- 2005 : Soundscapes; Mud Island Ampitheatre, Memphis TN - Oct 11, 1997 - DGMLive.com – DGMLive 917
- 2006 : Soundscapes: March 04, 2006 - Blueberry Hill, St. Louis, MO, USA - DGMLive.con - DGMLive 1053
- 2006 : Soundscapes: February 25, 2006 - Variety Playhouse, Atlanta, GA, USA - DGMLive.com - DGMLive 1048
- 2006 : Soundscapes: June 13, 2006 - St. Paul's Cathedral, London, UK : DGMLive.com – DGMLive 1078
- 2006 : Soundscapes: St. Peters Church, Newlyn, Cornwall, UK, December 03, 2005 : DGMLive.com – DGMLive 1063
- 2006 : Soundscapes; Jaani Kirik ,Tartu, Estonia - August 26, 2006 : DGMLive.com – DGMLive 1105
- 2007 : At The End Of Time: Churchscapes Live In England & Estonia, 2006 : Discipline Global Mobile DGM0701
- 2007 : Soundscapes: Glass And Breath : DGMLive.com DGMLive 1167
- 2007 : Soundscapes, ND Ateneo, Buenos Aires, Argentina : DGMLive.com DGMLive 1175
- 2008 : Soundscapes: The Big Chill, Eastnor Castle, UK, August 06, 2005 : DGMLive.com – DGMLive 1325
- 2008 : Soundscapes: The Big Chill, Eastnor Castle, UK, August 07, 2005 : DGMLive.com – DGMLive 1326
- 2009 : Soundscapes: Somerville Theatre, Boston, MA - June 24, 2005 : DGMLive.com – DGMLive 1680
- 2010 : Soundscapes: Pac Art Centre, Holmdel, NJ June 21, 1997 : DGMLive.com – DGMLive 898
- 2011 : Soundscapes, Sunrise Musical Theatre, Miami FL - October 16, 1997 : DGMLive.com – DGMLive 921
- 2012 : Soundscapes; Auditorio Nacional, Mexico City, Mexico - November 30, 2004 : DGMLive.com – DGMLive 1610

### Comme membre d'un groupe

#### Giles, Giles & Fripp
- 1968 : The Cheerful Insanity of Giles, Giles & Fripp
- 2001 : The Brondesbury Tapes
- 2001 : Metamorphosis - Disponible uniquement en vinyle.

#### The League of Gentlemen
- 1981 : The League of Gentlemen
- 1996 : Thrang Thrang Gozinbulx

#### The League of Crafty Guitarists
- 1986 : The League of Crafty Guitarists Live!
- 1988 : Get Crafty : Cassette Édition Limitée
- 1990 : Live II
- 1991 : Show of Hands
- 1991 : Live II
- 1995 : Intergalactic Boogie Express
- 2007 : Teatro Independencia, Mendoza, Argentinia - June 2, 2007 - DGMLive.com – DGMLive 1173
- 2009 : Official Bootleg 1990-2008 : Possible Records (2) – PR740018
- 2012 : Teatro Independencia, Mendoza, Argentinia - June 2, 2007

### Collaborations

#### Avec Brian Eno
- 1973 : (No Pussyfooting)
- 1975 : Evening Star
- 1994 : The Essential Fripp & Eno (compilation incluant 20 minutes de musiques inédites réalisées à New York en 1979)
- 2004 : The Equatorial Stars
- 2007 : Beyond Even (1992-2006)
- 2011 : May 28, 1975 Olympia Paris, France

#### Avec Andy Summers
- 1982 : I Advance Masked
- 1984 : Bewitched

#### Avec Fripp/Wilcox
- 1986 : The Lady or the Tiger

#### Avec David Sylvian
- 1993 : The First Day
- 1993 : Darshan The Road to Graceland (EP)
- 1994 : Damage: Live (en concert)
- 1995 : Live in Japan (DVD en concert)

#### AvecFFWD
- 1994 : FFWD (avec Thomas Fehlmann, Kris Weston et Dr. Alex Paterson)

#### Avec Bill Rieflin et Trey Gunn
- 1999 : The Repercussions of Angelic Behavior
- 1999 : Birth of a Giant

#### AvecJeffrey Fayman(en)
- 2000 : Fayman & Fripp, A Temple in the Clouds

#### Avec Theo Travis
- 2008 : Thread
- 2010 : Live at Coventry Cathedral
- 2012 : Follow
- 2012 : Discretion

#### Avec Jakszyk, Fripp, Collins
- 2012 : A Scarcity of Miracles  - (Avec Jakko Jakszyk et Mel Collins, Tony Levin et Gavin Harrison.

#### AvecDavid Cross
- 2015 : Starless Starlight

#### Autres
- 1981 : Your Last Chance To Get Lucky : Robin Hood & The Bunch Of Women - Edizioni EF – -, Raven Records, Inc – RV 81231
- 1986 : Easter Sunday : Robert Fripp / Allan Holdsworth : Single distribué avec Guitar Player Magazine – SOUNDPAGE #16
- 1991 : Kneeling at the Shrine : Sunday All Over the World
- 1993 : The Bridge Between : The Robert Fripp String Quintet
- 1999 : The Repercussions Of Angelic Behavior - Bill Rieflin/Robert Fripp/Trey Gunn
- 2012 : The Wine of Silence : Andrew Keeling, David Singleton Robert Fripp & Het Metropole Orkest

### Participations
- 1970 : H to He, Who Am the Only One de Van der Graaf Generator - (Guitare sur The Emperor in His War Room)
- 1971 : Pawn Hearts de Van der Graaf Generator - (Guitare sur Man Erg et A Plague of Lighthouse Keepers)
- 1971 : Fool's Mate de Peter Hammill - (Guitare sur cinq titres)
- 1973 : Here Come the Warm Jets de Brian Eno
- 1975 : Another Green World de Brian Eno
- 1977 : "Heroes" de David Bowie - Avec Brian Eno
- 1977 : Peter Gabriel de Peter Gabriel
- 1977 : Before and After Science de Brian Eno
- 1978 : Parallel Lines de Blondie - (Guitare sur Fade Away and Radiate)
- 1978 : Peter Gabriel de Peter Gabriel
- 1978 : Music for Films de Brian Eno
- 1979 : Fear of Music de Talking Heads
- 1979 : The Roches de The Roches
- 1980 : Sacred Songs de Daryl Hall
- 1980 : Scary Monsters (and Super Creeps) de David Bowie
- 1980 : Peter Gabriel de Peter Gabriel
- 1981 : My Life in the Bush of Ghosts  de Brian Eno & David Byrne - (Frippertronics sur Regiment)
- 1982 : Keep On Doing de The Roches
- 1985 : Alchemy: An Index of Possibilities de David Sylvian - (Guitare sur Steel Cathedrals)
- 1986 : Gone to Earth de David Sylvian
- 1987 : Desire de Toyah Willcox - (Non crédité)
- 1987 : King's Road de John Wetton
- 1988 : Prostitute de Toyah Willcox - (Voix sur Hello)
- 1991 : Ophelia's Shadow de Toyah Willcox - Joue sur 2 chansons, en plus des arrangements et du mix. Avec Trey Gunn aux claviers.
- 1991 : My Squelchy Life de Brian Eno - (Guitare sur I Fall Up)
- 1992 : Nerve Net de Brian Eno
- 1994 : Sidi Mansour de Rimitti
- 1994 : Battle Lines de John Wetton
- 1994 : Flowermouth de No-Man
- 1997 : Exiles de David Cross - (Guitare sur Tonk, Duo et Troppo)
- 1998 : Arkangel de John Wetton - (Guitare solo sur la pièce-titre)
- 2001 : Cydonia de The Orb - (Guitare sur Terminus)
- 2001 : Sinister de John Wetton
- 2002 : The Stranglers and Friends Live in Concert des Stranglers
- 2002 : Trance Spirits de Steve Roach & Jeffrey Fayman With Robert Fripp & Momodou Kah
- 2002 : Camphor de David Sylvian
- 2002 : Strange Beautiful Music de Joe Satriani - (Frippertronics sur Sleep Walk)
- 2006 : Spindle de Judy Dyble - Robert guitare et Soundscapes sur Shining. Simon House claviers et violon.
- 2006 : Side Three d'Adrian Belew - (Guitare sur Water Turns to Wine)
- 2006 : The Whorl de Judy Dyble - Robert guitare et Soundscapes - Judy reprend ici I talk to the wind de King Crimson.
- 2007 : Fear of a Blank Planet de Porcupine Tree - (Soundscapes sur Way Out of Here)
- 2007 : The Bruised Romantic Glee Club de Jakko Jakszyk - ( Soundscapes et guitare sur Forgiving et When We Go Home)
- 2009 : Talking with Strangers de Judy Dyble
- 2011 : Raised in Captivity de John Wetton
- 2011 : Warm Winter de Memories of Machines - (Guitare sur Lost and Found in the Digital World)

### Production
- 1971 : Septober Energy de Centipede
- 1972 : Matching Mole's Little Red Record de Matching Mole
- 1972 : Blueprint de Keith Tippett
- 1973 : Ovary Lodge de Ovary Lodge - Avec Keith Tippett, Roy Babbington, etc.
- 1978 : Peter Gabriel de Peter Gabriel
- 1979 : The Roches de The Roches
- 1980 : Sacred Songs de Daryl Hall
- 1991 : The California Guitar Trio de The California Guitar Trio - Producteur exécutif.
- 1995 : Intergalactic Boogie Express : Coproduction.
- 1998 : Pathways de California Guitar Trio : Producteur Exécutif.